# Katmeteugoa hampsonia
Katmeteugoa hampsonia är en fjärilsart som beskrevs av Van Eecke 1920. Katmeteugoa hampsonia ingår i släktet Katmeteugoa och familjen björnspinnare. Inga underarter finns listade i Catalogue of Life.